# Фраскаро
Фраска̀ро (на италиански: Frascaro; на пиемонтски: Frasché, Фраске) е село и община в Северна Италия, провинция Алесандрия, регион Пиемонт. Разположено е на 124 m надморска височина. Населението на общината е 458 души (към 2010 г.).